# Jane Randall
Jane Elizabeth Randall (Baltimora, 28 agosto 1990) è una modella statunitense, meglio conosciuta per aver partecipato alla quindicesima edizione del reality show America's Next Top Model dove si è piazzata al 3º/4º posto, quando è stata eliminata nella doppia eliminazione con la concorrente Kayla Ferrel.

## Biografia

### Primi anni
Nata da Bill e Carol Randall, prima di entrare nel programma di Tyra Banks si è laureata alla Roland Park Country School e ha frequentato l'Università di Princeton.

### America's Next Top Model
Nel 2010 è apparsa nella quindicesima edizione di America's Next Top Model contro altre tredici concorrenti. Pur non essendo un'amante del programma, Jane conquistò tre prime chiamate, ma altrettanti ballottaggi.
Riuscita ad arrivare fra le ultime quattro finaliste con le concorrenti Ann Ward, Chelsey Hersley e Kayla Ferrel, è stata eliminata durante la doppia eliminazione con la succitata Kayla Ferrel piazzandosi al 3º/4º posto.

### Post ANTM
Jane è attualmente sotto contratto con la IMG Models di New York, Parigi e Londra. Ha fatto una serie di scatti di prova ed è apparsa in cataloghi diversi per Gilt Groupe e Saks Fifth Avenue. Inoltre ha sfilato per Alex London, collezione 2011 (con il concorrente Ann Ward) e Odilon, collezione 2011 al New York Fashion Week. È apparsa sia in uno spread della versione messicana di Elle, sia sul sito italiano di Vogue.